# スコピエ動物園
スコピエ動物園（Macedonian: Зоолошка градина Скопје; アルバニア語: Kopshti zoologjik Shkup; 英語: Skopje Zoo）は北マケドニアのスコピエにある。総面積12ヘクタール (30エーカー) 、85種500個体の動物がいて、市営公園施設に隣接する。年中無休。

## 沿革
当園の開設は1926年、スタンコ・カラマンのもと委員3名が創設を準備しスコピエ市の管轄下に置かれた。開園当時は園地およそ1万2120坪（4ヘクタール (40,000 m2)）、展示は寄贈された動物のみと限られており、市議会は1965年に市営にすると決める。園地は1966年の市街地再開発計画を受けて現在の広さに拡張された。マケドニア共和国が成立した1991年以降2005年まで文化省（当時）傘下にあり、2005年9月1日の地方分権に伴って再びスコピエ市の管理に戻ると、2006年にヨーロッパ動物園・水族館協会（EAZA）の協力を要請した。
長年にわたって動物の飼養環境の悪さは批判を受けてきた。ベオグラード動物園から譲られたゾウは移籍の1年後に23歳で死亡し、また2009年には慢性的にうつ症状を見せていたチンパンジーの雄ココ（Koko）は当園から動物リハビリ施設を備えたAAP（オランダ語）の霊長類サンクチュアリに移された。
2008年に動物園施設の改修予算4200万ディナールがスコピエ市からおりると飼養環境の改善を始め、2009年5月にはEAZA加盟の協議に入る。2010年に展示施設18ヵ所が完成して旧施設の85%が改修を終え、加盟の基準に達した。翌2011年時点の規模は職員35名が哺乳類、鳥類、爬虫類の56種300個体を展示して、来園者を迎えるワークショップや子供向け遊園地に加え、動物病院施設を運営してきた。
展示施設の改善と動物の種を増やす努力が続き、2022年春はヤギやシロテテナガザルホワイトライオンやキツネザルなどの子が誕生した。
提携関係を結んだ園は国内のビトラのほか、国外には前出のベオグラード動物園（セルビア）、ウィーン（オーストリア）、ケルンとニュルンベルク（ドイツ）、ザグレブ（クロアチア）、モスクワ（ロシア）、リュブリャナ（スロベニア）など。

## 将来の計画
スコピエ市の財政支援を受け、ゾウとキリンの展示施設を新たに建てる計画がある。ベオグラード動物園に預けたチンパンジーのココを当園に戻せるよう、新チンパンジー舎を設けたいとしている。

## ギャラリー

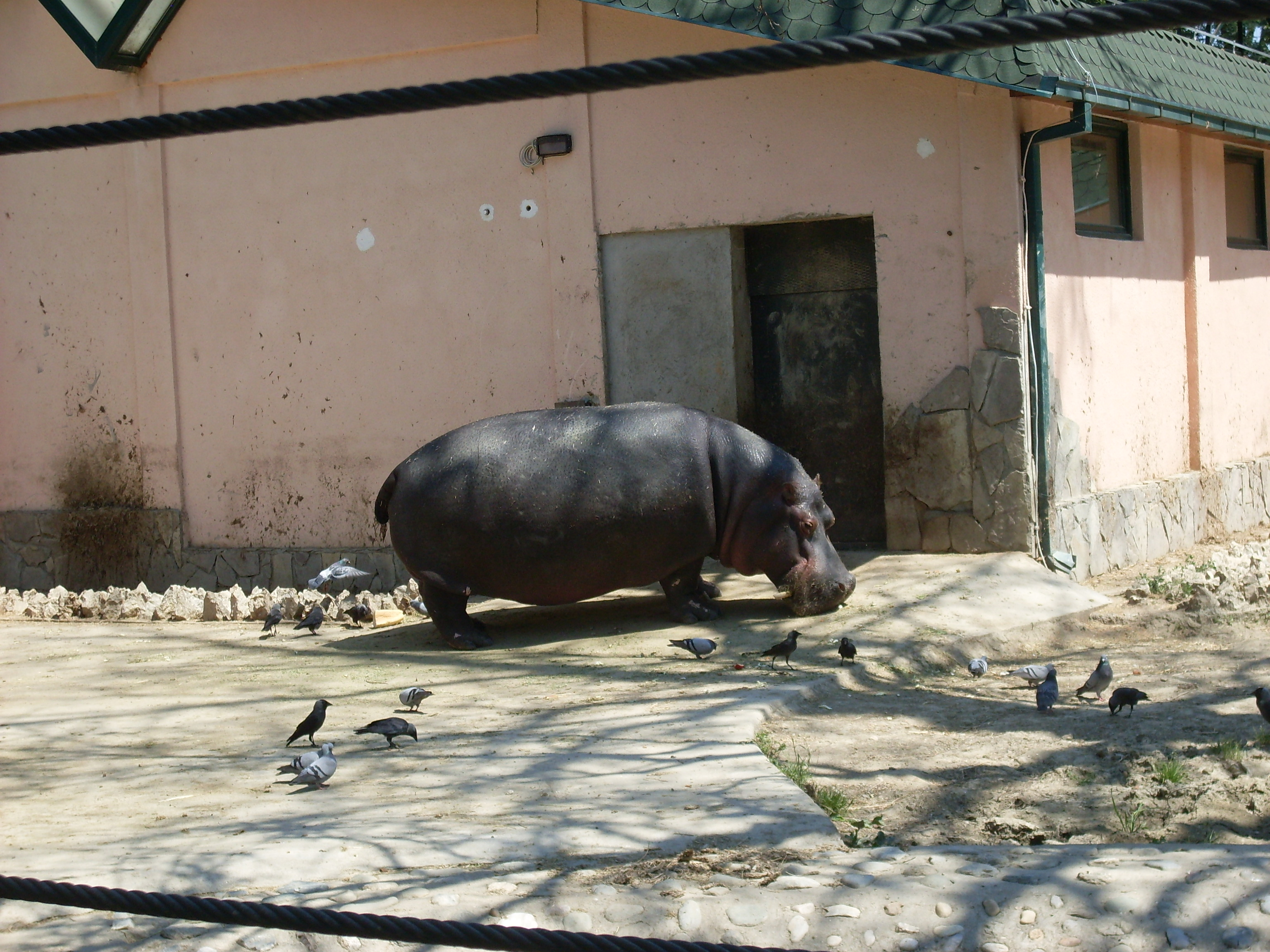
カバ
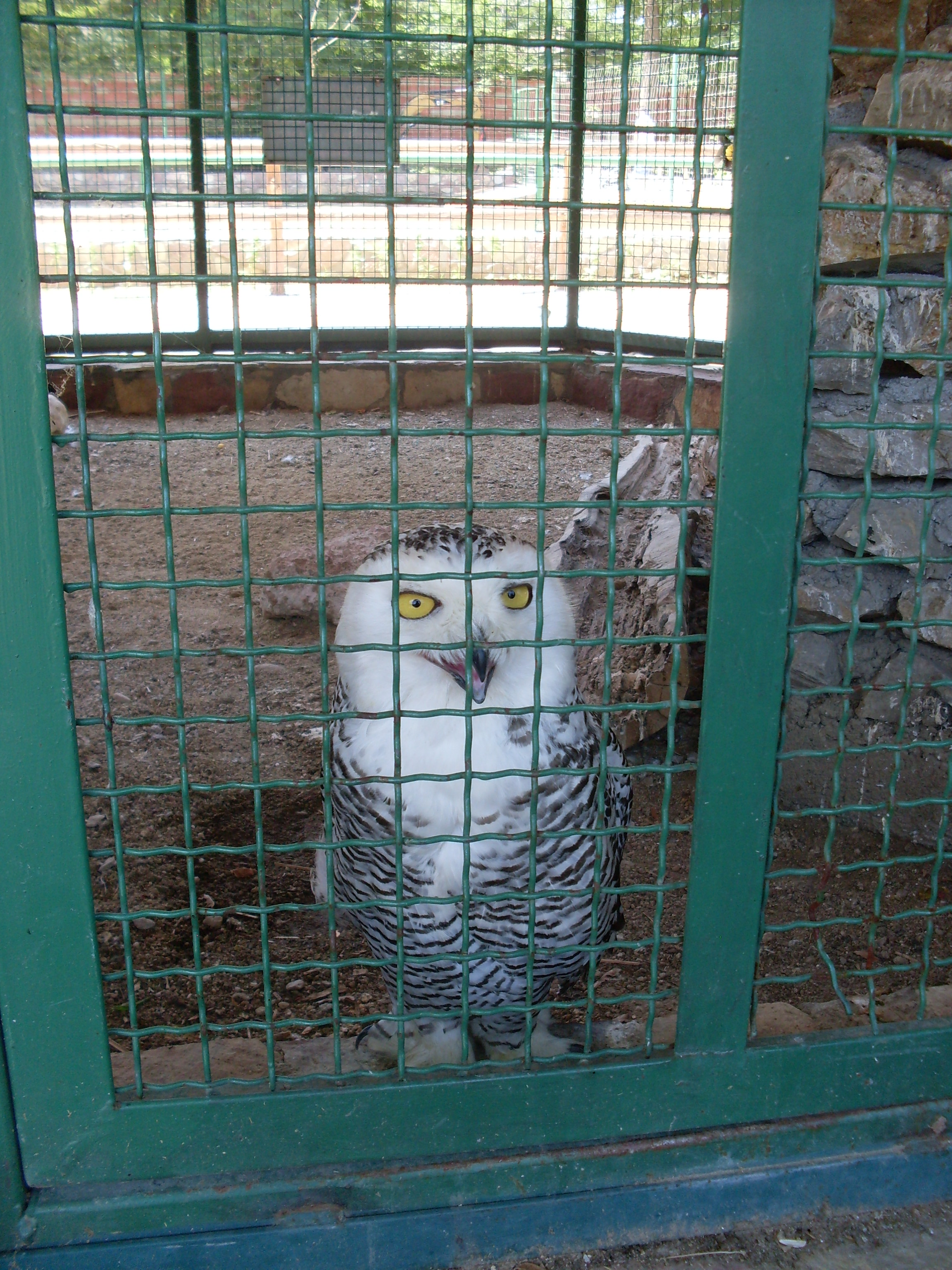
シロフクロウ
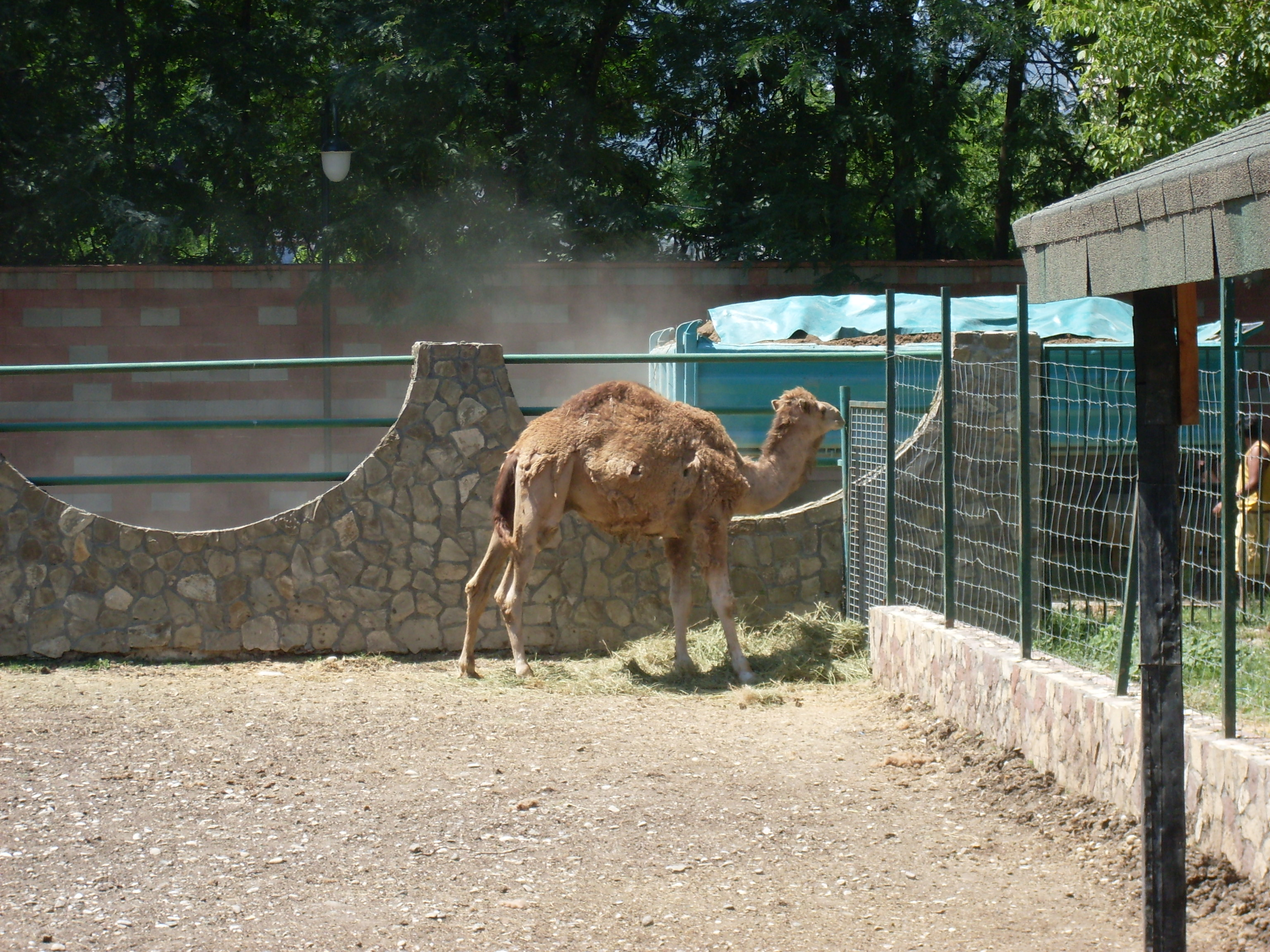
ラクダ
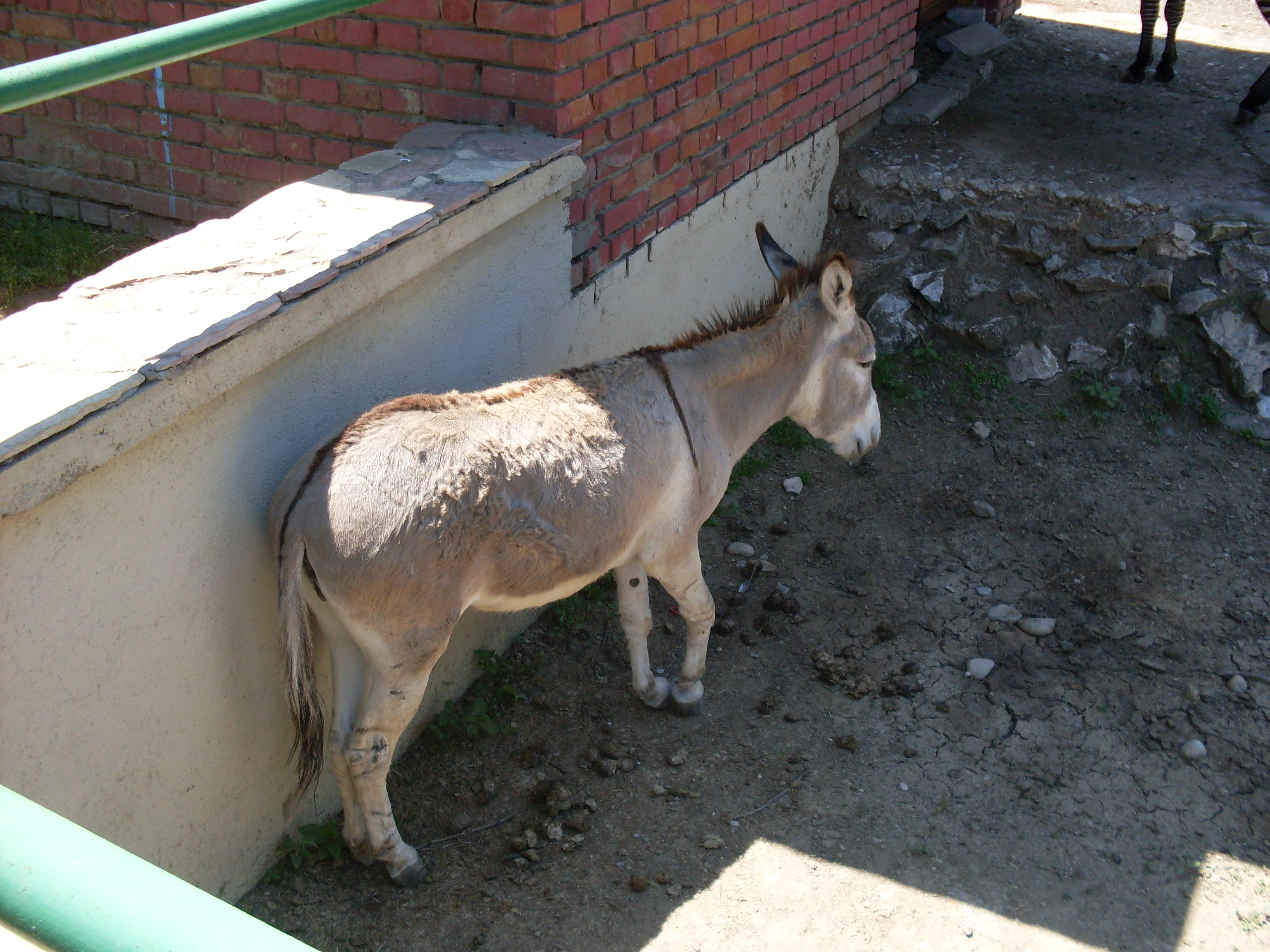
ロバ
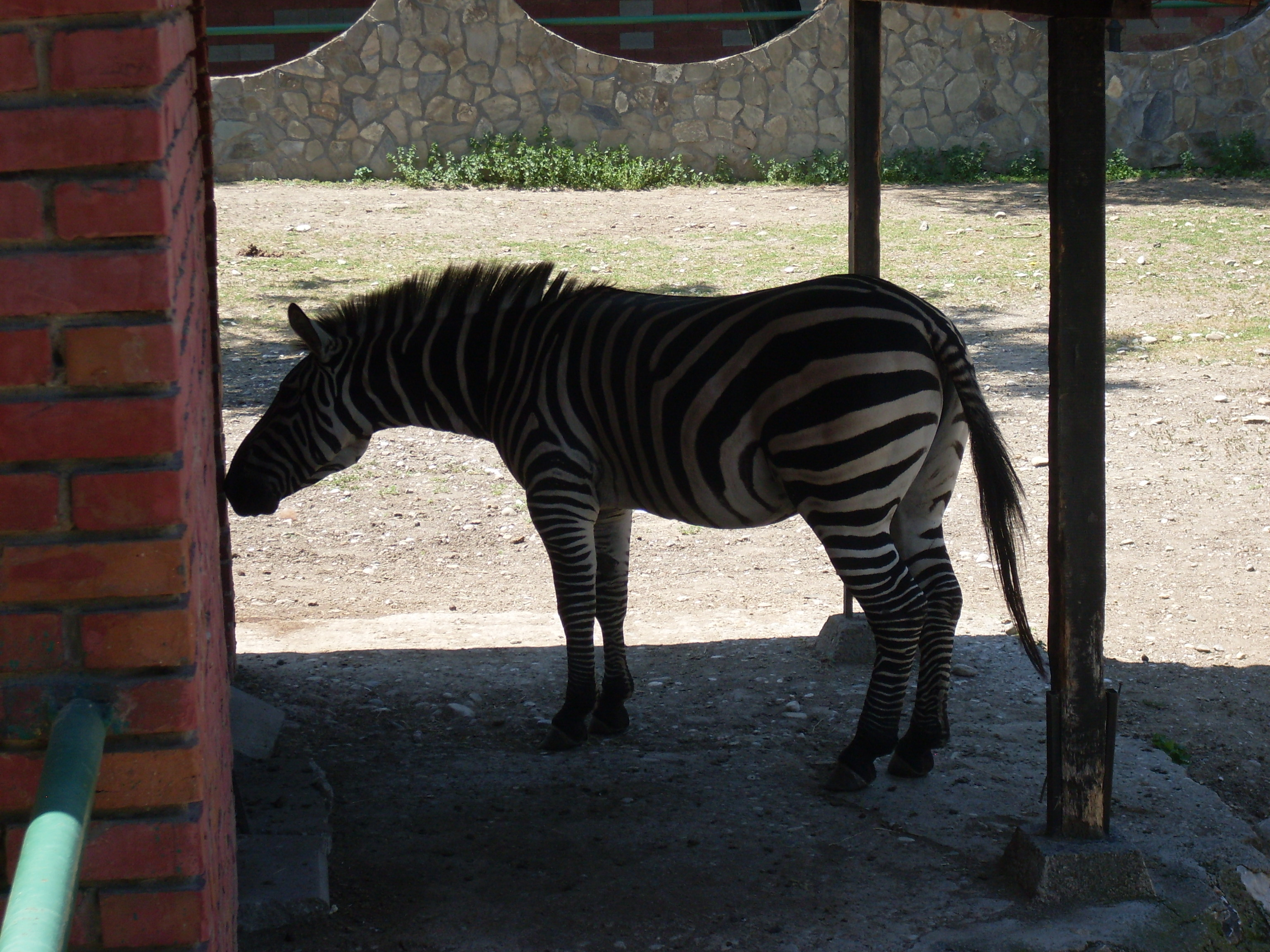
シマウマ

### 注
1. ↑  およそ1万2120坪（40000/3.3m2）。
2. ↑  AAPの所在地はアルメレ（オランダ）。2018年、チンパンジー4頭が同施設から当園に移された[3]。
3. ↑  ワークショップは小学校、中等学校の児童生徒を対象に、実践的な講座や科学研究を扱う。